# رامل (مقاطعة دهغلان)
رامل (بالفارسية: رامل) هي قرية تقع في Bolbanabad District في إيران. يقدر عدد سكانها بـ 163 نسمة بحسب إحصاء 2016.